# More to Me (Idool 2011)
More to Me is de naam van de single die de Idool 2011 Finalisten op 21 maart hebben uitgebracht. Het nummer kwam binnen op de éérste plaats in de Ultratop 50. de videoclip werd opgenomen in de Dominicaanse Republiek.

## Hitnotering
| Nummer | 1 | 1 | 1 | 1 | 1 | 4 | 8 | 15 | 12 | 15 | 31 | 42 | uit |

## Trivia
- More to Me werd in 2011 bekroond met een gouden plaat.